# Sveti zakon
Zakramênt svétega zakóna (tudi cerkvena poroka) je poročna zaveza med ženinom in nevesto, ki ima po krščanskem verovanju status zakramenta med poročenima.
Zakon velja za zakrament v Rimskokatoliški Cerkvi in v pravoslavnih Cerkvah (pri protestantih velja samo za obred brez moči zakramenta).
Pred poroko morata ženin in nevesta svojo željo oziroma namen, da se poročita, prijaviti pri župniku, ki mora oba izprašati, sestaviti predporočni zapisnik in oklicati zaročenca. Ta postopek je namenjen zlasti ugotavljanju zadržkov, zaradi katerih podelitev zakramenta zakona ni možna (npr. že obstoječa zakonska zveza, bližnje sorodstvo ipd).
Poročni obred je po navadi vključen v mašo in ga vodi duhovnik-mašnik. Duhovnik pri tem ne velja za podeljevalca zakramenta, pač pa samo za uradno pričo, zato lahko cerkveno poroko vodi tudi diakon.  Prava podeljevalca zakramenta sta ženin in nevesta, ki ta zakrament podelita drug drugemu.
Glavni del zakramenta je svečana zaobljuba, ki jo izrečeta ženin in nevesta z besedami:
Ženin: 
"Jaz X., sprejmem tebe, Y., za svojo ženo in obljubim, da ti bom ostal zvest v sreči in nesreči, v bolezni in zdravju, da te bom ljubil in spoštoval vse dni svojega življenja"
Nevesta: 
"Jaz Y., sprejmem tebe, X., za svojega moža in obljubim, da ti bom ostala zvesta v sreči in nesreči, v bolezni in zdravju, da te bom ljubila in spoštovala vse dni svojega življenja."
(X. = ime ženina, Y. = ime neveste)
Sklenitev zakona ni dovoljena med ožjimi sorodniki, prav tako ni možna sklenitev zakona z več kot enim možem (oziroma več kot eno ženo) naenkrat. Veljavnost zakramenta svetega zakona traja do smrti. Po smrti moža oziroma žene se lahko drugi zakonec ponovno poroči.
Rimskokatoliška cerkev ne priznava možnosti razveze oziroma ločitve zakona, po kateri zakon ne bi bil več veljaven. Obstajajo pa primeri izrednih okoliščin, ko se lahko razglasi, da zakon sploh še ni zares stopil v veljavo (npr.: če ženin takoj po poroki vstopi v samostan in z nevesto še ni imel spolnih odnosov).
Rimskokatoliška cerkev pozna tudi ločitev od mize in postelje. To je pravzaprav le uradna ugotovitev, da zakonca ne živita več v skupnem gospodinjstvu. Po ločitvi od mize in postelje sklenitev zakramenta svetega zakona z drugo osebo ni možna, dokler je sozakonec še živ.
Moški, ki je že prejel duhovniško posvečenje, se po tem praviloma ne more več poročiti (glej: celibat). Spregled od tega pravila lahko v Rimskokatoliški Cerkvi podeli le papež osebno - po lastni presoji.